# Pontons

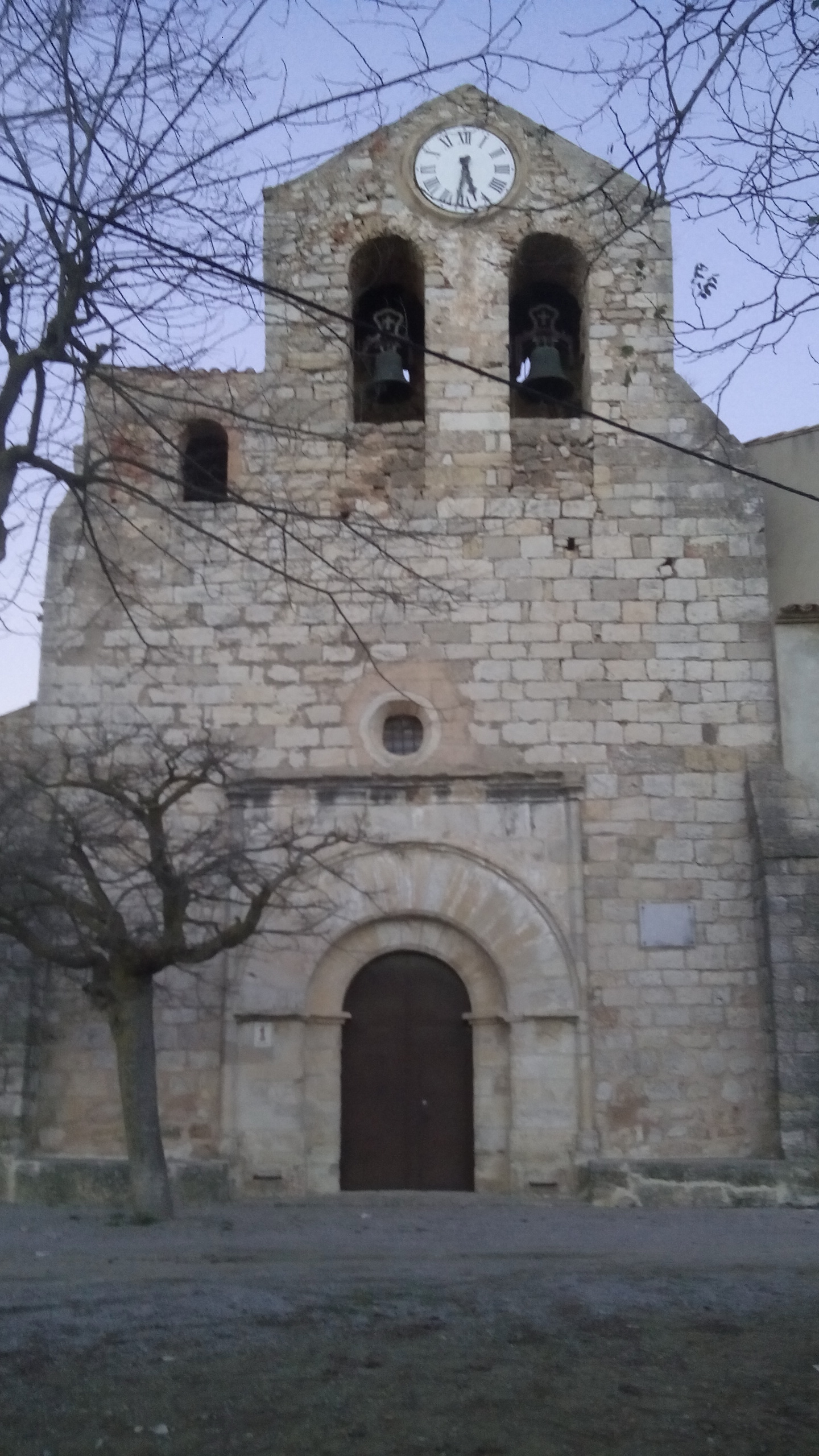
Església de Santa Magdalena de Pontons

Pontons és un municipi situat a la part nord-occidental de la comarca de l'Alt Penedès, a la província de Barcelona. Limita amb els municipis barcelonins de Torrelles de Foix i la Llacuna, i amb els municipis de la província de Tarragona de Querol, Aiguamúrcia i el Montmell.
L'alcalde és Josep Tutusaus, del Partit Popular. Actualment és un dels dos alcaldes d'aquest partit a Catalunya. En les eleccions locals del 2015 el PP va aconseguir 4 regidors i CiU, 3. A les eleccions del 2011, el PP havia obtingut tots 6 regidors.

## Geografia
- Llista de topònims de Pontons (Orografia: muntanyes, serres, collades, indrets..; hidrografia: rius, fonts...; edificis: cases, masies, esglésies, etc).

| Entitat de població         | Habitants (2023) |
| Pontons                     | 229              |
| la Ponderosa                | 89               |
| les Fonts de Sant Bernat    | 56               |
| Sapera i el Mas de la Riera | 46               |
| la Rimbalda                 | 31               |
| Cal Pontonet                | 20               |
| la Rectoria                 | 19               |
| Can Ponç i els Sovals       | 10               |
| Cal Soler de Roset          | 9                |
| Can Cendrós                 | 7                |
| Camp d'Ases                 | 7                |
| Font: Idescat               |                  |

## Administració
| Període     | Alcalde o alcaldessa            | Partit polític | Data de possessió | Observacions |
| ----------- | ------------------------------- | -------------- | ----------------- | ------------ |
| 1979–1983   | Llorenç Vallés Segura           | CIU            | 19/04/1979        | --           |
| 1983–1987   | Llorenç Vallés Segura           | Independent    | 28/05/1983        | --           |
| 1987–1991   | Llorenç Vallés Segura           | Independent    | 30/06/1987        | --           |
| 1991–1995   | Francesc Segura Serra           | CIU            | 15/06/1991        | --           |
| 1995–1999   | Francesc Segura Serra           | CIU            | 17/06/1995        | --           |
| 1999–2003   | Lluis Ferran Caldentey i Querol | PP             | 03/07/1999        | --           |
| 2003–2007   | Lluis Ferran Caldentey i Querol | PP             | 14/06/2003        | --           |
| 2007–2011   | Lluis Ferran Caldentey i Querol | PP             | 16/06/2007        | --           |
| 2011–2015   | Lluis Ferran Caldentey i Querol | PP             | 11/06/2011        | --           |
| 2015–2019   | Lluis Ferran Caldentey i Querol | PP             | 13/06/2015        | --           |
| 2019-2023   | Josep Tutusaus i Besante        | PP             | 15/06/2019        | --           |
| Des de 2023 | Josep Tutusaus i Besante        | PP             | 17/06/2023        | --           |

## Demografia
| 1497 f | 1515 f | 1553 f | 1717 | 1787 | 1857 | 1877 | 1887 | 1900 | 1910 |
| ------ | ------ | ------ | ---- | ---- | ---- | ---- | ---- | ---- | ---- |
| 16     | 25     | 36     | 235  | 294  | 514  | 540  | 586  | 512  | 510  |

| 1920 | 1930 | 1940 | 1950 | 1960 | 1970 | 1981 | 1990 | 1992 | 1994 |
| ---- | ---- | ---- | ---- | ---- | ---- | ---- | ---- | ---- | ---- |
| 488  | 445  | 409  | 351  | 313  | 252  | 212  | 236  | 287  | 287  |

| 1996 | 1998 | 2000 | 2002 | 2004 | 2006 | 2008 | 2010 | 2012 | 2014 |
| ---- | ---- | ---- | ---- | ---- | ---- | ---- | ---- | ---- | ---- |
| 291  | 299  | 363  | 408  | 467  | 498  | 558  | 539  | 531  | 477  |

| 2016 | 2018 | 2020 | 2022 | 2024 | 2026 | 2028 | 2030 | 2032 | 2034 |
| ---- | ---- | ---- | ---- | ---- | ---- | ---- | ---- | ---- | ---- |
| 453  | 458  | 528  | 507  | 518  | -    | -    | -    | -    | -    |

## Economia
Segons les dades de l'últim trimestre de 2019 de l'Observatori del Treball de la Generalitat, Pontons era el novè municipi amb la taxa més alta de desocupats de Catalunya, un 21,84%. En el rànquing dels deu municipis catalans amb més atur, encapçalat per La Vajol (Alt Empordà), amb un 34,15%, els deu primers tenien menys de 600 habitants, a excepció del Montmell (Baix Penedès), en tercer lloc (amb 1.512 empadronats i un 29,58% d'atur) i Santa Oliva (Baix Penedès), en desè (amb 3.320 veïns i un 20,55% de desocupats).